# پیراک
پیراک فیلمی به کارگردانی و نویسندگی کوپال مشکوت ساختهٔ سال ۱۳۶۳ است.

## خلاصه داستان
پیرمردی به نام پیراک از راه حمل و نقل ماهی‌های صیادان برای شخصی به نام کریم سماک گذران می‌کند. فرزند او، علی، در زاهدان دورهٔ خدمت اجباری را می‌گذراند. علی در درگیری با قاچاقچیان مواد مخدر کشته می‌شود، هم قطار علی، عباس، خبر را به پیراک می‌رساند و پیراک عباس را به اصرار نزد خود نگه می‌دارد. سال‌ها پیش عوامل کریم سماک پدر عباس را به قتل رسانده‌اند و عباس از کریم کینه‌ای سخت به دل دارد. با توصیهٔ عباس صیادان تصمیم می‌گیرند ماهی‌های صید شده را مستقیماً به بازار و به دست خریدار برسانند. کریم عواملش را سراغ عباس می‌فرستد تا او را در تور بپیچند و به مرداب بیندازند. پیراک و صیادان به کمک عباس می‌شتابند و او را نجات می‌دهند. پیراک به مقابله با کریم می‌رود و هر دو کشته می‌شوند.

## بازیگران
- جمشید مشایخی
- عنایت‌الله بخشی
- شهاب عسگری
- حمیده خیرآبادی
- گوهر گلکار
- کاظم افرندنیا
- علی عسگری
- عباس مختاری
- احمد بهروزی
- سیروس اعوانی
- سیدجلال طباطبایی
- حشمتی (بازیگر)
- محمدتقی کهنمویی
- رضا فعلی